# Горохов, Сергей Александрович
Сергей Александрович Горохов (род. 20 декабря 1974, Ворошиловград, УССР, СССР) — промышленник, председатель совета директоров Группы компаний «Маршал», член Генерального совета Общероссийский общественной организации «Деловая Россия». Народный депутат Украины VII созыва, заместитель председателя Комитета Верховной Рады Украины по вопросам промышленной и инвестиционной политики.

## Образование
В 1998 году окончил Луганский государственный медицинский университет, лечебный факультет, по специальности «врач».
В 2011 году получил степень магистра по специальности «Государственное управление» в Национальной академии государственного управления при Президенте Украины.

## Карьера

### Завод «Маршал»
В 1999 году — сотрудник отдела продаж ЗАО «Луганское специализированное предприятие противопожарной автоматики и охранной сигнализации «Спецавтоматика» (в настоящее время — ООО «Луганский завод трубопроводной арматуры «Маршал»).
С 2003 года — директор по производству завода «Маршал».
В 2007—2012 годах являлся генеральным директором предприятия.

### ЗАО «Внешторгсервис»
С 2017 по 2021 годы Сергей Горохов являлся управляющим Филиалом № 2 ЗАО «Внешторгсервис» в Луганской Народной Республике. Филиал № 2 ЗАО ВТС осуществлял временное внешнее управление угольными объединениями ПАО «Краснодонуголь», ООО «ДТЭК Ровенькиантрацит» и ООО «ДТЭК Свердловантрацит» (в структуру филиала входило 14 шахт, 10 обогатительных фабрик).
С декабря 2017 года по ноябрь 2018 года в число предприятий под управлением Горохова входил также Алчевский металлургический комбинат.

### Группа компаний «Маршал»
С 2021 года Сергей Горохов является председателем совета директоров Группы компаний «МАРШАЛ», объединяющей предприятия в ЛНР и РФ: Луганский завод трубопроводной арматуры «Маршал» (г. Луганск), ООО «Маршал» (г. Москва), ООО Арматура М (г. Москва).  Завод «Маршал» – одно из градообразующих предприятий Луганска, является поставщиком для крупнейших российских компаний: «Газпром», «Роснефть», «Лукойл», «СИБУР Холдинга» и других.

### Общественно-политическая деятельность
В 2010—2012 годы — депутат Луганского областного совета от Партии регионов, член комиссии по вопросам промышленной политики, предпринимательства, экологии и ЖКХ Луганского областного совета.
С 2012 по 2014 годы — народный депутат Украины от Партии регионов, заместитель председателя Комитета Верховной Рады Украины по вопросам промышленной и инвестиционной политики.
В 2014 году Горохов вошёл в депутатскую группу «За мир и стабильность», выступил против смены власти на Украине, называя её "государственным переворотом", о чём неоднократно публично заявлял, в том числе в своём выступлении в Государственной Думе РФ в мае 2014 года. Поддержал непризнанный референдум о "самоопределении Луганской Народной Республики".
В мае 2014 года объявлен в розыск Генеральной прокуратурой Украины по обвинению в госизмене и сепаратизме. Включён в базу украинского ресурса «Миротворец».
С 2012 года — президент Ассоциации промышленных предприятий «МОСТ» (г. Луганск).
С 2021 года — член Генерального совета Общероссийской общественной организации «Деловая Россия».
С ноября 2022 года возглавляет Федерацию бокса Луганской Народной Республики.

### Инициативы
24 февраля 2021 года Сергей Горохов передал в Администрацию Президента коллективное обращение работников завода «Маршал» с просьбой приравнять предприятия ЛДНР к российским товаропроизводителям. 15 ноября 2021 года Президент подписал соответствующий Указ.
В мае 2022 года Горохов направил в Минпромторг РФ предложение включить предприятия ЛНР и ДНР в российский сервис импортозамещения, выйти на новые рынки сбыта и обеспечить Россию качественной продукцией в ключевых отраслях.
26 мая 2023 года на форуме «Деловой России» Горохов обратился к Президенту России Владимиру Путину с просьбой ускорить принятие законопроекта о свободной экономической зоне в аннексированных Россией территориях Украины и вступление его в силу. Путин поддержал предложение Горохова, отметив, что «полностью согласен с постановкой вопроса и с формулировками» и пообещал провести соответствующую работу с правительством и Госдумой.
В июне 2022 года Сергей Горохов выступил с заявлением в СМИ, что не менее десяти предприятий Луганской и Донецкой народных республик могут претендовать на включение в список системообразующих предприятий России.
В беседе с «РИА Новости» Сергей Горохов оценил экономику Луганской и Донецкой народных республик в 1,5-2 трлн рублей.

## Личная жизнь
Женат, есть взрослая дочь.